# Grijs schorssteeltje
Grijs schorssteeltje (Chaenotheca trichialis) is een korstmossoort uit de schorssteeltjesfamilie (Coniocybaceae). 

## Determinatie
Grijs schorssteeltje is een coniocarp met een korstvormig, soredieus thallus. Het thallus lijkt op gewone poederkorst (Lepraria incana) waarmee de soort vaak samen groeit. De apotheciën zijn bruin, gesteeld en 1–1,9 mm groot. De asci meten 11–14 × 2–2,5 µm. De ascosporen hebben een diameter van 4–5 µm.

## Ecologie
Grijs schorssteeltje groeit op droge, zure bastspleten en op hout op een grote verscheidenheid aan naald- en loofbomen, in matig schaduwrijke en nogal vochtige omgeving.

## Verspreiding
In Nederland is grijs schorssteeltje vrij algemeen. Het is niet bedreigd en staat niet op de Nederlandse Rode Lijst.

## Fotogalerij

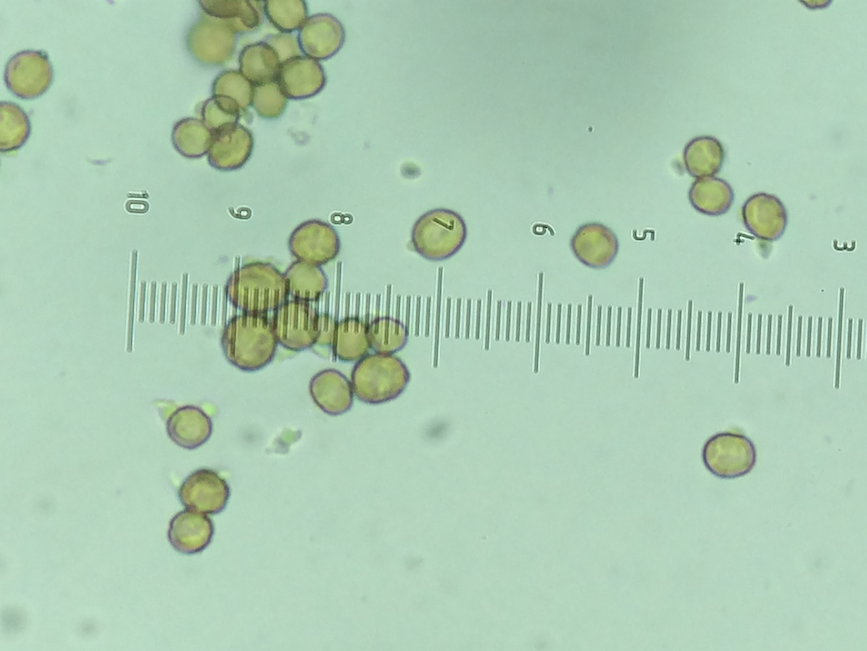
De sporen.
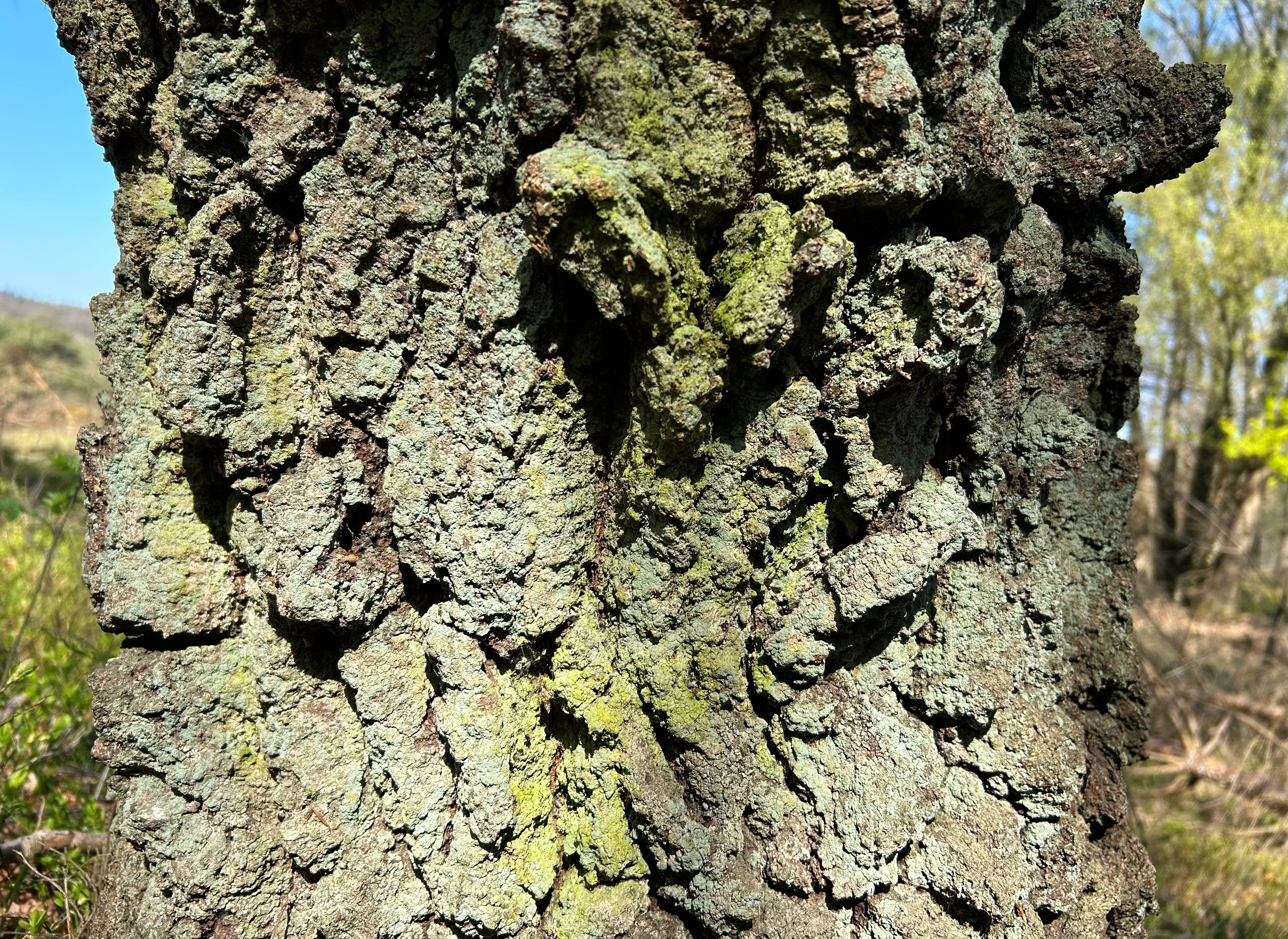
Microvegetatie gedomineerd door grijs schorssteeltje op de voet van ruwe berk.